# Ezra Cornell

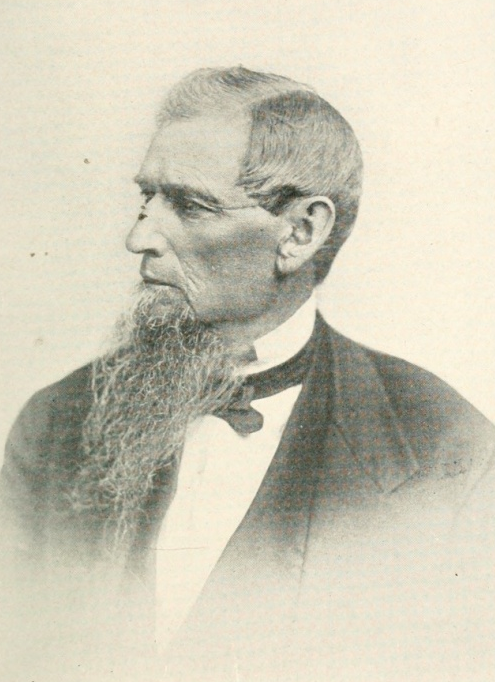
Ezra Cornell

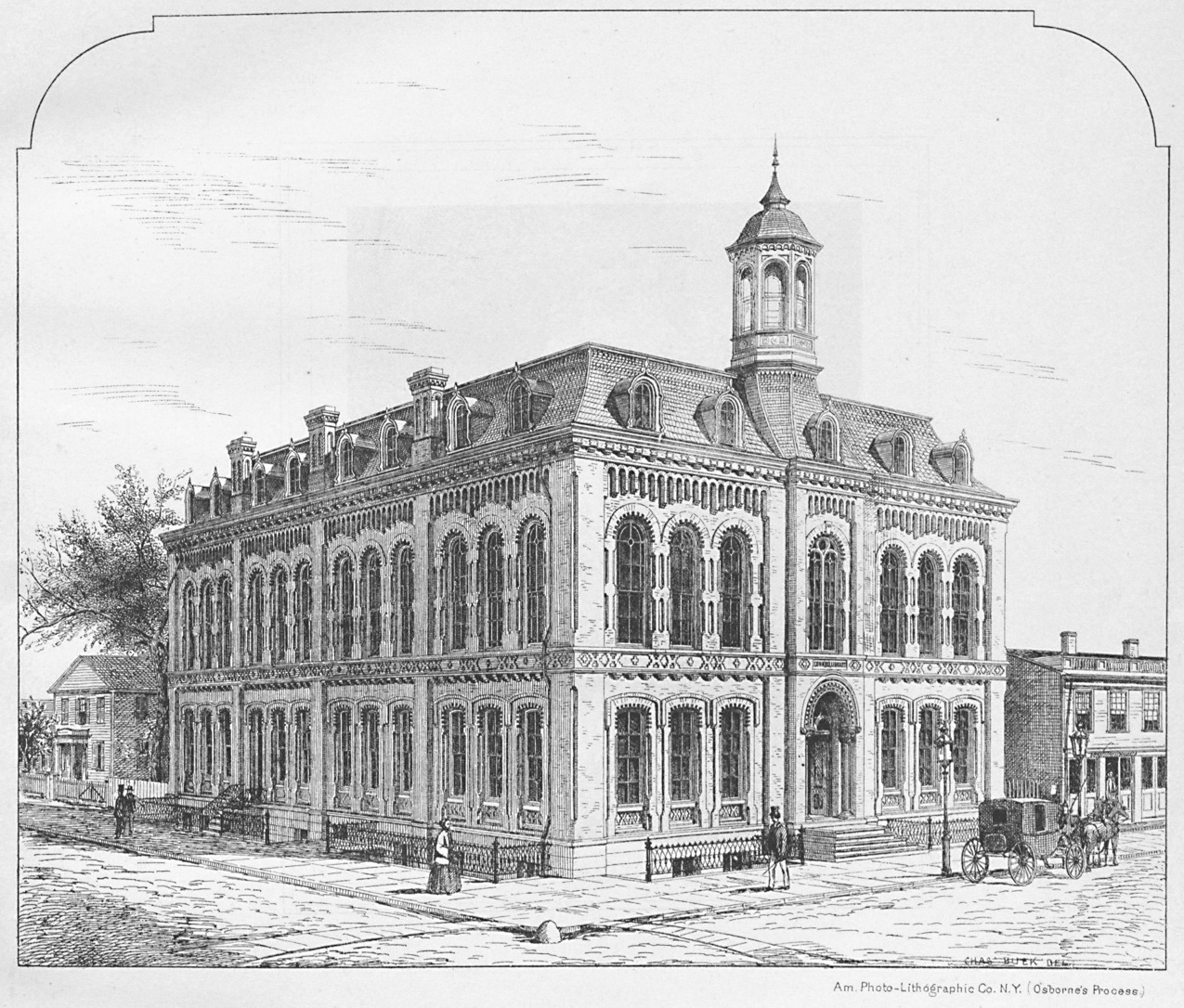
Die Cornell-Bibliothek in Ithaca

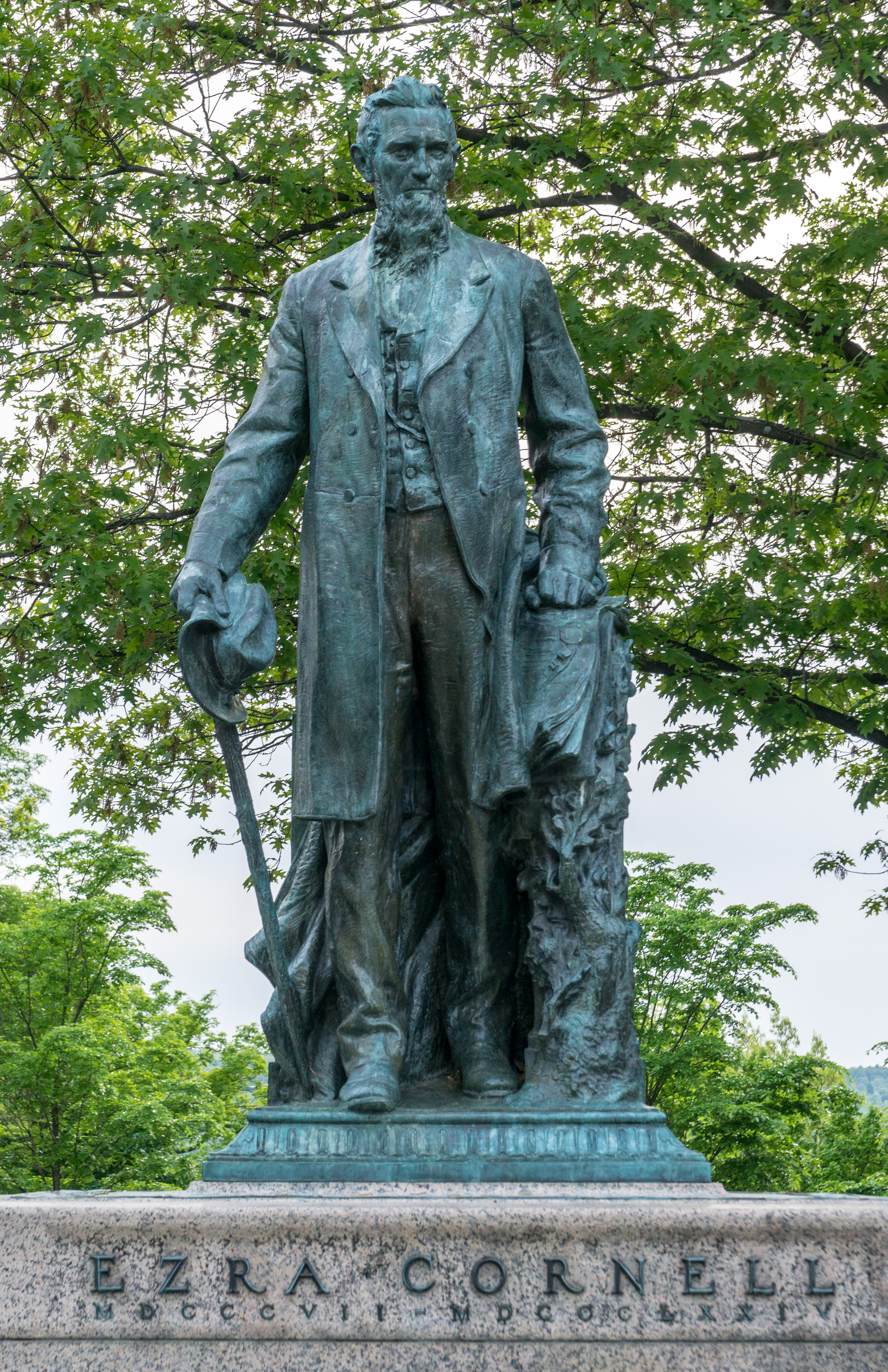
Bronzestatue zu seinen Ehren

Ezra Cornell (* 11. Januar 1807 in New York City; † 9. Dezember 1874 in Ithaca) war ein US‑amerikanischer Unternehmer. Auch war er Senator im Senat von New York und gehörte zu den Gründern der Western Union Telegraph Company (1855) sowie der nach ihm benannten Cornell University (1865).

## Leben
Nachdem er im Jahr 1828 nach Ithaca umgezogen war, arbeitete er mit Samuel Morse zusammen. Er unterstütze diesen bei der Verlegung eines Erdkabels, mit dem eine Telegrafenverbindung von Baltimore in die etwa 60 km südwestlich gelegene Hauptstadt Washington errichtet werden sollte (siehe auch: Telegrafenlinie Baltimore–Washington).
Durch den Bau weiterer Telegrafenleitungen in den gesamten USA häufte er ein beträchtliches Vermögen an. Auch war er zeitweise der größte Aktionär der Western Union. Im Jahr 1864 gründete er die öffentliche Bibliothek (Bild) in Ithaca und initiierte drei Jahre später die Gründung der nach ihm benannten Universität, die 1868 eröffnet wurde. Seine Stiftung belief sich schließlich auf über drei Millionen Dollar.
Er ließ auch mehrere Eisenbahnlinien rund um die Stadt erbauen.

## Postume Ehrung
Ihm zu Ehren wurde im Jahr 1919 eine von Hermon Atkins MacNeil geschaffene Bronzestatue (Bild) auf dem Universitätscampus errichtet.